# 7689 Reinerstoss
A 7689 Reinerstoss (ideiglenes jelöléssel 4036 P-L) a Naprendszer kisbolygóövében található aszteroida. Cornelis Johannes van Houten,  Ingrid van Houten-Groeneveld és Tom Gehrels fedezte fel 1960. szeptember 24-én.